# كأس رامون دي كارانزا

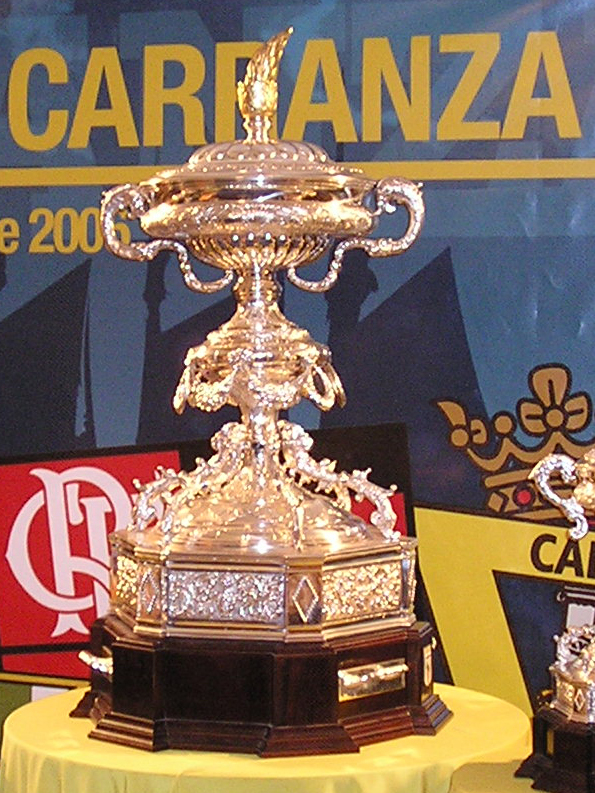
كأس رامون

كأس رامون دي كارانزا ((بالإسبانية: Trofeo Ramón de Carranza)‏) هي بطولة ودية في رياضة كرة القدم تقام في صيف كل موسم على شرف رئيس نادي قادش الإسباني الفخري وحامل اسم ملعب رامون دي كارينزا، ويشارك في الدورة دائماً قادش، ومع 3 فرق تدعوها إدارة النادي الأندلسي للمشاركة.
يتم لعبها سنويًا في أغسطس منذ عام 1955 ، وهي واحدة من أكثر البطولات الصيفية شهرة في إسبانيا إلى جانب كأس تيريزا هيريرا وكأس كولومبينو Colombino Trophy.